# Orde van Suha Bator
De Orde van Suha Bator (Mongools: Сүхбаатарын одон) is een Mongoolse ridderorde. De orde wordt ook wel de "Orde van Sukhbataar", "Sukhbaatar Order" of "Sukh Bator" genoemd. Het is een zogenaamde socialistische orde met een enkele graad. De dragers zijn geen ridders. Het model is een slaafse nabootsing van een Sovjet-Russische ordester als de Ster van de Orde van de Overwinning.
De orde werd op 27 september 1945 ingesteld. Men draagt de kostbare ster op de linkerborst.
De zilveren ster heeft vijf punten, daarop is een gouden ster met vijf punten gelegd. Rond het platina medaillon met het portret van Sukh Bator is een trofee van gouden en rood geëmailleerde vlaggen aangebracht. Onder de ring bevindt zich een rode ster van vijf robijnen. De drager mag zich "Held van de Mongoolse Volksrepubliek" noemen. Maarschalk Stalin was de eerste die de ster ontving, de Mongoolse maarschalk Tsjoibalsan ontving de orde meermalen.
De door de Sovjet-Russische Munt in Moskou vervaardigde ster is van 23-karaats goud, platina, zilver en emaille. De ster is 53 millimeter hoog en 56,5 millimeter breed. Het versiersel bestaat uit drie delen: een platina medaillon met het portret van Suha Bator, een gouden plaat met rode emaille en een onderliggende zilveren plaat met blauwe emaille. De naam van de revolutionaire Mongoolse leider is als "Sukhbaatar" in Cyrillisch schrift geschreven.
Het serienummer op de vlakke achterzijde is ingekrast. De sterren zijn op de verzamelaarsmarkt kostbaar. In 2012 was de vraagprijs bijna 5000 dollar.
In de periode tot 1971 werden 800 sterren met een schroefbevestiging op de achterzijde geleverd. Daarna kreeg de ster een gesp.
De drager mocht een baton dragen die blauw-wit-rood-wit-blauw was.
Onder de gedecoreerden bevond zich ook Maarschalk Tito, hij ontving de orde in Ulaanbaatar op 20 april 1968. Zie de Lijst van ridderorden en onderscheidingen van maarschalk Tito.
De Orde van de Kostbare Staf en de Orde van Dzjengis Khan hebben de orde sinds de val van het communisme in 1991 vervangen.

## Gedecoreerde
- Ivan Bagramjan, (klasse onbekend)